# Parc Nacional dels Fiords de Kenai
El Parc Nacional dels Fiords de Kenai (Kenai Fjords National Park) és un parc nacional administrat pel Servei de Parcs Nacionals (National Park Service o NPS) establert el 1980 per la Llei de Conservació de Terres d'Interès Nacional d'Alaska (Alaska National Interest Lands Conservation Act o ANILCA). El parc cobreix una superfície de 2.711,33 km² i està situat a la Península de Kenai al centre sud d'Alaska prop del poble de Seward. Conté el camp de gel Harding, un dels camps de gel més grans dels Estats Units.
El parc porta el nom dels nombrosos fiords esculpits per glaceres que es mouen per les muntanyes des del camp de gel. El camp és la font d'almenys 38 glaceres, la més gran dels quals és la Glacera Bear. Es pot arribar al parc per Seward, un poble a 210 quilòmetres al sud d'Anchorage a l'extrem sud de la Carretera Seward (Seward Highway). És només un dels tres parcs nacionals d'Alaska que es pot arribar per carretera (a través del Centre de la Natura de la Glacera Exit). Una xarxa de senders que s'inicien al Centre de Natura facilita l'accés a la glacera i al Sender del Camp de Gel Harding (uns 12 quilòmetres de longitud).
Visites de creuers procedents de Seward també proporcionen accés al parc a través de la Badia Resurrecció (Resurrection Bay). Diverses empreses ofereixen excursions a les glaceres guiades pels guardaparcs del NPS. Les excursions proporcionen vistes de la fauna terrestre i marina, en particular lleons marins de Stellar, frarets, marsopes de Dall, l'ossos negres americans, cabres blanques, balenes geperudes i orques, així com els llocs d'interès natural com els fiords i les glaceres de marea.